# Melodije morja in sonca 2005
28. festival Melodije morja in sonca je potekal od 14. do 16. julija 2005 v Avditoriju Portorož. Soorganizator prireditve je bil Net TV, ki je poskrbel tudi za neposredni prenos festivala.
V dveh polfinalnih večerih se je predstavilo 28 pesmi (polovica v prvem, polovica v drugem), ki jih je izmed 118 skladb, prijavljenih na javni razpis, izbrala izborna komisija v sestavi Stojan Auer, Danilo Kocjančič, Alojz Petrovčič, Primož Juhart in Patrik Greblo. V finalni večer se je iz prvega polfinalnega večera uvrstilo 8 pesmi, iz drugega pa 7.
Zmagal je Domen Kumer s pesmijo Do Portoroža.

## I. polfinalni večer
Prvi polfinalni večer je potekal v četrtek, 14. julija 2005. Večer je povezoval Andrej Mernik. Kot gostje so nastopili Goran Karan, Slavko Ivančić, Rožmarinke, Alenka Godec in skupina Kingston.
| #   | Izvajalec      | Naslov pesmi       | Avtor glasbe                                                                                                | Avtor besedila                                                                                              | Avtor aranžmaja                                                                                             |
| --- | -------------- | ------------------ | --- | --- | --- |
| 1.  | Vili Resnik    | Nemirno srce       | Boštjan Groznik                                                                                             | Boštjan Groznik                                                                                             | Boštjan Groznik                                                                                             |
| 2.  | Nuška Drašček  | Zate vse           | Nataša Prodan Miani                                                                                         | Igor Mazul                                                                                                  | Nataša Prodan Miani                                                                                         |
| 3.  | Nexys          | Senca              | Ines Mohorko, M. Kotnik, Anton Valenčak, Aleš Somrak, Tadej Gruškovnjak (g, b & a), Dejan Radičevič (b & a) | Ines Mohorko, M. Kotnik, Anton Valenčak, Aleš Somrak, Tadej Gruškovnjak (g, b & a), Dejan Radičevič (b & a) | Ines Mohorko, M. Kotnik, Anton Valenčak, Aleš Somrak, Tadej Gruškovnjak (g, b & a), Dejan Radičevič (b & a) |
| 4.  | Rudi Šantl     | Gremo vsi na morje | Rudi Šantl                                                                                                  | Rudi Šantl                                                                                                  | M. Lesjak                                                                                                   |
| 5.  | Denis          | Portorož 2005      | Denis | Denis | Denis |
| 6.  | Manca Špik     | Solze z neba       | Raay | Amon | Raay |
| 7.  | Faraoni        | Skupaj             | Enzo Hrovatin                                                                                               | Nelfi Depangher                                                                                             | Enzo Hrovatin, Milan Lončina - Čiro                                                                         |
| 8.  | Sidera         | Ko ona te ljubi    | Martin Štibernik                                                                                            | Gregor Štibernik                                                                                            | Martin Štibernik                                                                                            |
| 9.  | Bojana Glatz   | On me ni           | Bojana Glatz, Aleš Čadež                                                                                    | Bojana Glatz, Aleš Čadež                                                                                    | Bojana Glatz, Aleš Čadež                                                                                    |
| 10. | Sergeja        | Pusti vse skrbi    | Franci Zabukovec                                                                                            | Jernej Adamič                                                                                               | Franci Zabukovec                                                                                            |
| 11. | Rebeka Dremelj | To je prava noč    | Aleš Klinar                                                                                                 | Anja Rupel, Aleš Klinar                                                                                     | Franci Zabukovec                                                                                            |
| 12. | Bogdan Barovič | Kam plujemo        | Marjan Hvala                                                                                                | Vlado Poredoš                                                                                               | Marjan Hvala                                                                                                |
| 13. | 12. nasprotje  | Za šalo in za res  | Janez Hvale                                                                                                 | Janez Hvale                                                                                                 | Janez Hvale, Dušan Zore                                                                                     |
| 14. | Peter Januš    | Modre oči          | Franci Zabukovec                                                                                            | Darja Pristovnik                                                                                            | Franci Zabukovec                                                                                            |

### Glasovanje
Svoj glas so oddali gledalci doma preko telefonskega glasovanja (1/3), občinstvo v Avditoriju (1/3) in žirija 18 slovenskih radijskih postaj (1/3). Uporabljen je bil evrovizijski sistem točkovanja (12, 10, 8–1).
| #   | Izvajalec      | Radijske postaje | Občinstvo | Televoting | Skupaj | Uvrstitev |
| --- | -------------- | ---------------- | --------- | ---------- | ------ | --------- |
| 1.  | Vili Resnik    | 5                | 3         |            | 8      | 11.       |
| 2.  | Nuška Drašček  | 3                | 5         | 2          | 10     | 7.        |
| 3.  | Nexys          | 4                |           | 8          | 12     | 5.        |
| 4.  | Rudi Šantl     |                  | 8         | 4          | 12     | 6.        |
| 5.  | Denis          |                  | 2         | 5          | 7      | 12.       |
| 6.  | Manca Špik     | 2                | 12        | 12         | 26     | 2.        |
| 7.  | Faraoni        | 10               |           |            | 10     | 8.        |
| 8.  | Sidera         | 6                |           | 3          | 9      | 9.        |
| 9.  | Bojana Glatz   | 1                |           |            | 1      | 14.       |
| 10. | Sergeja        | 8                | 1         |            | 9      | 10.       |
| 11. | Rebeka Dremelj | 12               | 10        | 7          | 29     | 1.        |
| 12. | Bogdan Barovič |                  | 7         | 6          | 13     | 4.        |
| 13. | 12. nasprotje  |                  | 4         | 1          | 5      | 13.       |
| 14. | Peter Januš    | 7                | 6         | 10         | 23     | 3.        |

1. ↑  Čeprav bi moralo iz prvega polfinalnega večera v finale napredovati le 7 pesmi, se je v finale uvrstila tudi osmouvrščena skupina Faraoni, saj je prejela enako število točk kot sedmouvrščena Nuška Drašček.

## II. polfinalni večer
Drugi polfinalni večer je potekal v petek, 15. julija 2005. Večer je povezoval Robert Roškar. Kot gostje so nastopili Toše Proeski, Alfi Nipič in skupina California. 
| #   | Izvajalec      | Naslov pesmi            | Avtor glasbe         | Avtor besedila          | Avtor aranžmaja                |
| --- | -------------- | ----------------------- | -------------------- | ----------------------- | ------------------------------ |
| 1.  | Anžej Dežan    | Vroče                   | Matjaž Vlašič        | Urša Vlašič             | Boštjan Grabnar, Matjaž Vlašič |
| 2.  | Domen Kumer    | Do Portoroža            | Domen Kumer          | Steffanio               | Zvone Tomac                    |
| 3.  | Don Sergio     | Triglav, lipa in potica | Don Sergio           | Don Sergio              | Franci Zabukovec               |
| 4.  | Urša & PR      | Fant iz zaliva          | Urška Krišelj Grubar | Miha Stabej             | Miha Stabej                    |
| 5.  | Mambo Kings    | Ena ni nobena           | Dare Kaurič          | Dare Kaurič, D. Urbanc  | Zvone Tomac                    |
| 6.  | Botri          | Na jug                  | Janko Smisl          | Andrej Vengust          | Sašo Fajon                     |
| 7.  | Pop'n'Dekl     | Solo Portorož           | Damir Jurak          | Damir Jurak             | Damir Jurak                    |
| 8.  | Steffy         | Narisano srce           | Marino Legovič       | Damjana Kenda Hussu     | Marino Legovič                 |
| 9.  | Yuhubanda      | Angelina                | Matjaž Vlašič        | Matjaž Vlašič           | Matjaž Vlašič, Boštjan Grabnar |
| 10. | Xenia          | Boj                     | Franci Zabukovec     | Nenad Kokovič           | Franci Zabukovec               |
| 11. | Rok Kosmač     | Živim le zate           | Rok Kosmač           | Rok Kosmač              | Martin Štibernik               |
| 12. | Maja Slatinšek | V očeh                  | Daisy                | Igor Mazul              | Daisy, Raay                    |
| 13. | Skuter         | Buona sera a voi        | Katja Lesjak         | Dean De Lucca           | Dean De Lucca                  |
| 14. | Monika Pučelj  | Ko poletje zadiši       | Aleš Klinar          | Anja Rupel, Aleš Klinar | Franci Zabukovec               |

### Glasovanje
Svoj glas so oddali gledalci doma preko telefonskega glasovanja (1/3), občinstvo v Avditoriju (1/3) in žirija 18 slovenskih radijskih postaj (1/3). Uporabljen je bil evrovizijski sistem točkovanja (12, 10, 8–1).
| #   | Izvajalec      | Radijske postaje | Občinstvo | Televoting | Skupaj | Uvrstitev |
| --- | -------------- | ---------------- | --------- | ---------- | ------ | --------- |
| 1.  | Anžej Dežan    | 10               | 7         | 8          | 25     | 3.        |
| 2.  | Domen Kumer    | 7                | 12        | 10         | 29     | 1.        |
| 3.  | Don Sergio     | 1                |           |            | 1      | 13.       |
| 4.  | Urša & PR      | 8                |           |            | 8      | 9.        |
| 5.  | Mambo Kings    | 2                |           | 2          | 4      | 12.       |
| 6.  | Botri          |                  | 4         | 1          | 5      | 10.       |
| 7.  | Pop'n'Dekl     |                  | 5         | 7          | 12     | 7.        |
| 8.  | Steffy         | 4                | 1         |            | 5      | 11.       |
| 9.  | Yuhubanda      | 3                | 3         | 5          | 11     | 8.        |
| 10. | Xenia          |                  |           |            | 0      | 14.       |
| 11. | Rok Kosmač     | 6                | 8         | 12         | 26     | 2.        |
| 12. | Maja Slatinšek | 5                | 6         | 6          | 17     | 4.        |
| 13. | Skuter         |                  | 10        | 4          | 14     | 6.        |
| 14. | Monika Pučelj  | 12               | 2         | 3          | 17     | 5.        |

## Finalni večer
Finalni večer je potekal v soboto, 16. julija 2005. Večer sta povezovala Boris Kobal in Sergej Verč. Kot gostje so nastopili Boris Novković, Atomik Harmonik, Toše Proeski in Saša Lendero.
| #   | Izvajalec      | Naslov pesmi       | Uvrstitev |
| --- | -------------- | ------------------ | --------- |
| 1.  | Nuška Drašček  | Zate vse           | 14.       |
| 2.  | Nexys          | Senca              | 11.       |
| 3.  | Rudi Šantl     | Gremo vsi na morje | 12.       |
| 4.  | Manca Špik     | Solze z neba       | 3.        |
| 5.  | Faraoni        | Skupaj             | 15.       |
| 6.  | Rebeka Dremelj | To je prava noč    | 2.        |
| 7.  | Bogdan Barovič | Kam plujemo        | 8.        |
| 8.  | Peter Januš    | Modre oči          | 13.       |
| 9.  | Anžej Dežan    | Vroče              | 4.        |
| 10. | Domen Kumer    | Do Portoroža       | 1.        |
| 11. | Pop'n'Dekl     | Solo Portorož      | 9.        |
| 12. | Rok Kosmač     | Živim le zate      | 5.        |
| 13. | Maja Slatinšek | V očeh             | 6.        |
| 14. | Skuter         | Buona sera a voi   | 10.       |
| 15. | Monika Pučelj  | Ko poletje zadiši  | 7.        |

### Glasovanje
V finalnem večeru so o zmagovalcu odločali le telefonski glasovi (1/2) in glasovi občinstva v Avditoriju (1/2). Uporabljen je bil evrovizijski sistem točkovanja (12, 10, 8–1).
Domen Kumer je bil zmagovalec tako telefonskega glasovanja kot glasovanja občinstva v Avditoriju.

## Nagrade
Strokovna žirija v sestavi Danilo Kocjančič, Jure Robežnik, Miša Molk, Slobodan Bučevac, Vojko Sfiligoj, Bojan Požar, Miro Stipič, Milica Maslo in Patrik Greblo, predsednik žirije, je podelila:
- nagrado za najboljšo skladbo v celoti, ki jo je prejela pesem Vroče v izvedbi Anžeja Dežana,
- nagrado za najboljšo melodijo, ki jo je prejel Marjan Hvala za pesem Kam plujemo,
- nagrado za najboljše besedilo, ki jo je prejela Darja Pristovnik za pesem Modre oči,
- nagrado za najboljšo priredbo, ki jo je prejel Franci Zabukovec za pesem To je prava noč, ter
- nagrado za najboljšo izvedbo, ki jo je prejela Manca Špik.

## Obtožbe plagiatorstva
Po zmagi se je Domen Kumer soočil z obtožbami plagiatorstva (predvsem s strani drugouvrščene Rebeke Dremelj) zaradi izredne podobnosti refrenov pesmi Do Portoroža in Zemlja mojih snova srbsko-makedonske pevke Tijane Dapčević. Izkazalo se je, da je refren pesmi Do Portoroža v resnici prispeval Dragan Brajović - Braja, avtor pesmi Zemlja mojih snova, Kumer pa je pri prijavi skladbe kot avtorja glasbe navedel le sebe.